# Farang – Schatten der Unterwelt
Farang – Schatten der Unterwelt (Originaltitel Farang, auch bekannt als Mayhem!) ist ein Actionfilm von Xavier Gens, der Ende Juni 2023 in die französischen und im November 2023 in die deutschen Kinos kam. Im Film spielt Nassim Lyes einen ehemaligen Gefängnisinsassen, der nach seiner Flucht nach Thailand wieder in Drogengeschäfte hineingezogen wird, obwohl er sich dort ein neues Leben aufbauen wollte.

## Handlung
Sam verbüßt seine Strafe wegen Drogenhandels im Gefängnis Fresnes. Bei einem Freigang wird er von seinen ehemaligen Gangsterkollegen angegriffen. Daraufhin versucht er zu fliehen, wird aber eingeholt und tötet dabei einen der Angreifer.
Einige Jahre später. Sam hat in Thailand mit Mia und deren Tochter Dara eine Familie gegründet. Er glaubt, hier in Bang Chan seinen Frieden gefunden zu haben. Mia ist schwanger von Sam und sie planen eine Bar am Strand zu eröffnen. Das Grundstück ist aber zu teuer. Durch seinen Freund Sombat lernt er Narong kennen, der ihn das Grundstück überlassen will, wenn er für ihn Drogen zum Flughafen schmuggelt. Die Sache läuft jedoch nicht wie geplant, und daher wird seine Frau und ihr Ungeborenes getötet, sein Stiefkind verschleppt und er selbst schwer verwundet.
In der Folge begibt er sich – zusammen mit seinem Thaiboxtrainer Hansa – auf die Suche nach Dara und den Mördern seiner Frau. Karam – der oberste Handlanger von Narong – verrät vor seinem Tod, dass Dara noch lebt. Daraufhin spürt er Narong in Bangkok auf und tötet viele seiner Bandenmitglieder, wobei er schwer verletzt wird. In einem Monolog erzählt Narong, dass es sich bei dem Drogendeal um einen übermäßig komplizierten Plan gehandelt hat, sich bei ihm für den toten Gangster vom Beginn zu rächen. Anhand herumstehender Bilder erkennt Sam auch, dass es sich bei Narong um den Vater von Dara handelt. Außerdem erfährt er, dass Sombat von Anfang an eingeweiht war und Dara bei ihm in Bang Chan ist. Als Narong Sam schließlich erwürgen will, tötet ihn Sam, indem er ihm mit einem herausstehenden Knochen seines gebrochenen Unterarms ersticht.
Als er Sombat konfrontiert, gibt dieser zu, dass er immer schon in Mia verliebt war. Sam verzichtet darauf ihn zu erschießen und geht – zusammen mit Dara – weg. Man hört einen Schuss, der nahelegt, dass Sombat Suizid begangen hat.

## Produktion

### Filmstab und Filmtitel

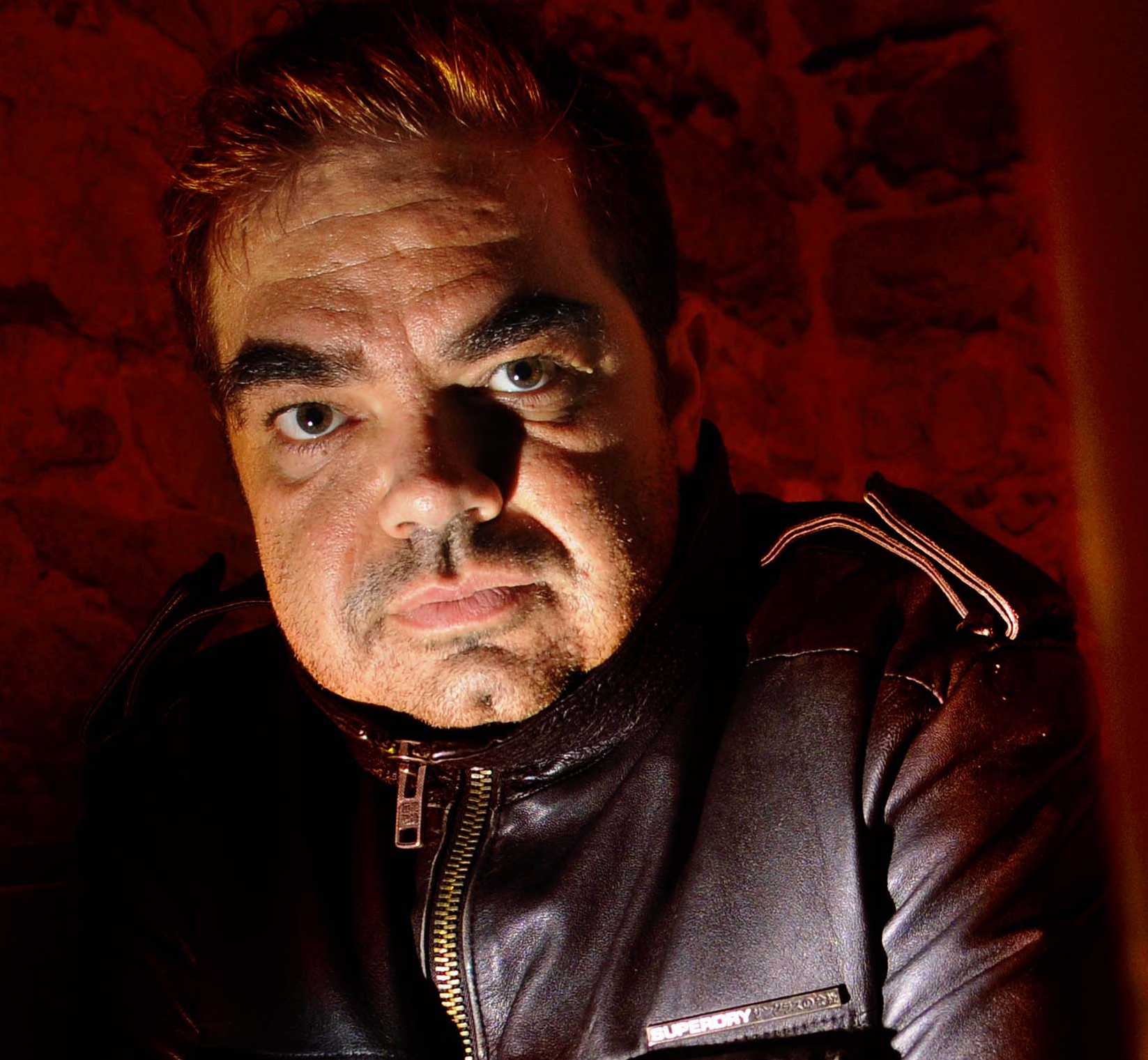
Regie führte der Franzose Xavier Gens

Regie führte Xavier Gens. Er ist bekannt für seine Horrorfilme wie Frontier(s) – Kennst du deine Schmerzgrenze?, aber auch Filme wie Hitman – Jeder stirbt alleine  oder für die Regie bei einzelnen Folgen der Fernsehserie Gangs of London. Das Drehbuch zu Farang schrieb er gemeinsam mit Guillaume Lemans, der unter anderem Drehbuchautor von La nuit a dévoré le monde, Burn Out, Un homme idéal oder A bout portant ist.
Gens’ Idee war, einen französischen Film zu machen, bei dem er die bei den Dreharbeiten für Gangs of London erlernten Arbeitsmethoden anwendete, ebenso die Mechanismen des Hongkonger Actionkinos. Der Regisseur arbeitete für Farang auch mit Jude Poyer zusammen, der als Stunt Coordinator für die Serie tätig war, und mit dem Regisseur und Action-Choreografen Gareth Evans für die Kampfszenen, dem Schöpfer von Gangs of London.
Der Filmtitel bezieht sich auf den in Thailand üblichen Begriff „Farang“ für westliche Ausländer, der je nach Kontext auch abwertend beziehungsweise als Schimpfwort verstanden werden kann. Insbesondere bezeichnet Farang Khi Nok einen ungesitteten Westler, in Thailand lebende und reisende Europäer und Amerikaner verwenden den Ausdruck jedoch auch häufig als Selbstbezeichnung.

### Besetzung und Dreharbeiten
Der Franzose Nassim Lyes, ein ehemaliger MMA-Champion und bekannt aus der Fernsehserie They Were Ten und Filmen wie Le Dernier Mercenaire, Overdose und 16 ans, spielt den Amateurboxer und Exhäftling Samir Barda, genannt Sam. Der Belgier Olivier Gourmet spielt Narong, der ihn in Thailand wieder in Drogengeschäfte hineinzieht. Loryn Nounay ist in der Rolle von Sams Frau Mia zu sehen. Die Kinderdarstellerin Chananticha Tang-Kwa spielt deren Tochter Dara. Sahajak Boonthanakit, bekannt aus Filmen wie Gefangen im Paradies und Dreizehn Leben, spielt Sams Freund Sombat und Vithaya Pansringarm seinen Trainer Hansa.
Die Unterwasserszenen wurden sechs Wochen lang in einem Becken in Belgien gedreht. Als Kameramann fungierte Gilles Porte, der zuvor für das Historiendrama Ein königlicher Tausch von Marc Dugain und das Filmdrama So wie du mich willst von Safy Nebbou tätig war.
Außerdem wurden Szenen zu dem Film auf dem Flughafen Trat in Thailand gedreht.

### Veröffentlichung
Der Film kam am 28. Juni 2023 in die französischen Kinos. Im Juli 2023 wurde er beim Neuchâtel International Fantastic Film Festival und beim Fantasia International Film Festival vorgestellt. Ende August 2023 wurde er beim FrightFest vorgestellt und im September 2023 beim Fantasy Filmfest. Ende September 2023 wurde er beim Calgary International Film Festival gezeigt. Am 23. November 2023 kam der Film in die deutschen Kinos. Am 5. Januar 2024 kam der Film in ausgewählte US-Kinos.

## Kritiken
Von den bei Rotten Tomatoes aufgeführten Kritiken sind 81 Prozent positiv.

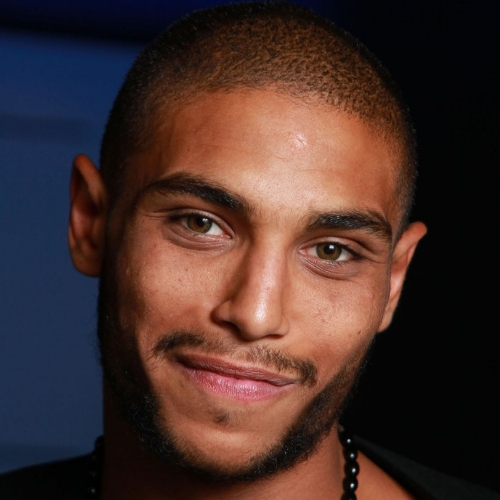
Der Mixed-Martial-Arts-Kämpfer Nassim Lyes spielt den „Farang“ Sam

Michael Kienzl schreibt in seiner Kritik für den Filmdienst, Kameramann Gilles Porte entwerfe für diesen erbitterten Überlebenskampf eine abweisende, von hartem Beton und kaltem Licht dominierte Welt, in der einem nichts geschenkt wird. In den breiten, räumlich tiefen Bildern wirke Sam immer ein wenig verloren und bleibe doch stets das emotionale Zentrum. Als Sam sich auf einen kaltblütigen Rachefeldzug begibt, als Mia von Narong getötet wird, besteche der Hauptdarsteller und professionelle Mixed-Martial-Arts-Kämpfer Nassim Lyes vor allem durch seine imposante körperliche Präsenz. Die hemmungslosen Kampfszenen seien roh, unmittelbar und brutal, so Kienzl: „Knochen werden gebrochen, Gliedmaßen verschoben und Fleischwunden gerissen. Seiner harten Underdog-Geschichte bleibt der Film gerade dadurch treu, dass er dem Publikum nicht mit eleganten Choreografien die Möglichkeit gibt, sich von der Gewalt zu distanzieren.“
Eberhard von Elterlein schreibt in seiner Kritike in der Berliner Morgenpost, Xavier Gens beglücke in Farang die Martials-Arts-Gemeinde mit rasant geschnittenen Kampfszenen, die Filme mit Jean-Claude Van Damme ins Kinderprogramm verdammen, und mit größtmöglicher Authentizität, opfere diese aber auch der Figurenzeichnung: „Die dynamische Vorwärtsdramaturgie des düsteren Thrillers lässt keine Zeit für Tiefe.“

## Synchronisation
Die deutsche Synchronisation entstand nach einem Dialogbuch und der Dialogregie von Marius Clarén im Auftrag der Hermes Synchron GmbH in Potsdam.
| Darsteller             | Synchronsprecher  | Rolle         |
| ---------------------- | ----------------- | ------------- |
| Nassim Lyes            | Ricardo Richter   | Samir 'Sam'   |
| Chananticha Tang-kwa   | Elise Lindner     | Dara          |
| Olivier Gourmet        | Lutz Schnell      | Narong        |
| Vithaya Pansringarm    | –                 | Hansa         |
| Ibrahima Ba            | Selam Tadese      | Issah         |
| Loryn Nounay           | Lydia Morgenstern | Mia           |
| Jean-Jacques Vélicitat | Torsten Michaelis | Gefangener #3 |
| Sahajak Boonthanakit   | –                 | Sombat        |